# Stazione di Tsurumi-ichiba
La stazione di Tsurumi-ichiba (八丁畷駅?, Tsurumi-ichiba-eki) è una stazione ferroviaria di Kawasaki, città della prefettura di Kanagawa. Si trova nel quartiere di Kawasaki-ku ed è servita dalla linea principale delle Ferrovie Keikyū.

## Linee
Ferrovie Keikyū
● Linea Keikyū principale

## Struttura
La stazione è costituita da due binari in superficie, con due marciapiedi laterali collegati al fabbricato viaggiatore sovrastante essi da scale fisse e ascensori.
| 1 | ● Linea Keikyū principale | per Yokohama, Kami-Ōoka, Uraga e Misaki-Sanguchi               |
| 2 | ● Linea Keikyū principale | per Keikyū Kamata, Haneda Aeroporto, Shinagawa e linea Asakusa |

## Stazioni adiacenti
| «                       | Servizio                                      | »                       |
| Linea Keikyū principale | Linea Keikyū principale                       | Linea Keikyū principale |
| ----------------------- | --------------------------------------------- | ----------------------- |
| Hatchōnawate            | Locale                                        | Keikyū Tsurumi          |
| Transito                | Espresso Aeroporto                            | Transito                |
| Transito                | Espresso Limitato                             | Transito                |
| Transito                | Esp. Lim. Rapido verde Esp. Lim. Rapido viola | Transito                |
| Transito                | Keikyū Wing                                   | Transito                |